# Maroszek Kb Ur wz.35
El Maroszek Kb Ur wz.35 (Karabin przeciwpancerny wzór 35, abreviado como "Kb wz. 35" en polaco) fue un fusil antitanque calibre 7,92 mm empleado por el Ejército polaco durante la Invasión de Polonia de 1939. También es conocido como kb Urugwaj (kb Ur), su nombre clave, o por el nombre de su diseñador, Józef Maroszek.

## Secretismo y confusión
El fusil fue inicialmente un alto secreto del ejército polaco, siendo conocido por varios nombres clave. Hasta la movilización de 1939, los fusiles eran mantenidos en cajones cerrados que llevaban la enigmática inscripción "No abrir; equipo de observación".
Uno de los nombres clave del fusil era "Urugwaj" (abreviado "Ur"), Uruguay en polaco, el país al cual supuestamente se exportaba el "equipo de observación".
Tras la caída de Polonia, el Ejército alemán capturó grandes cantidades del Kb wz.35 y los empleó con la denominación de "Panzerbüchse 35 (polnisch)" (abreviado como "PzB 35(p)"). El Ejército italiano también benefició del botín y lo empleó con la denominación de "Fucile Contracarro 35(P)". Ambas denominaciones se traducen como "Fusil Antitanque 35 (polaco)".
A comienzos de 1940, uno de estos fusiles (con la culata y el cañón recortados) fue traficado desde Polonia a Hungría a través de los Montes Tatra para los Aliados por Krystyna Skarbek y mensajeros polacos. Sin embargo, el fusil nunca fue empleado por los Aliados debido a que sus planos y especificaciones técnicas fueron destruidos por los polacos durante la invasión de 1939. Además, aplicar ingeniería inversa hubiese tomado demasiado tiempo.

## Descripción
Era un fusil con un cañón mucho más largo que lo habitual, sostenido por un bípode situado delante del guardamano. Tenía un cerrojo accionado manualmente y era alimentado desde un cargador interno fijo, con capacidad de 4 balas. El cañón llevaba un freno de boca para aumentar la precisión y reducir el retroceso. Este absorbía aproximadamente el 65 % de la energía del disparo y el retroceso era comparable al del fusil Mauser estándar, incluso si el cartucho llevaba más del doble de la carga propulsora. Tenía miras mecánicas fijadas para un alcance de 300 m.  

## Desarrollo

### Munición
A finales de la década de 1920, el Alto Mando del ejército polaco dio inicio al desarrollo de un arma antitanque ligera para la infantería. En 1931, el teniente coronel Tadeusz Felsztyn del Instituto de Tecnología del Armamento de Varsovia empezó las primeras pruebas de diversos cartuchos de bajo calibre. Tras las pruebas de las balas alemanas Hagler, estas demostraron ser capaces de perforar planchas de acero y se ordenó a la P.W.U. (Fábrica Nacional de Munición) de Skarżysko-Kamienne desarrollar su propio cartucho de 7,92 mm con una velocidad de boca de 1220 m/s. Después de otra serie de pruebas, el nuevo cartucho DS fue elegido.   
El cartucho DS estaba basado en la bala estándar 7,92 mm empleada tanto por el fusil Mauser 98 (wz.98) y el Karabinek wz.29, su variante polaca. La longitud del cartucho fue alargada a 131,2 mm y su peso total era de 64,25 g. Luego de una serie de pruebas adicionales, el casquillo de cobre del cartucho fue reemplazado por un casquillo hecho de latón (67 % cobre/23 % zinc). 

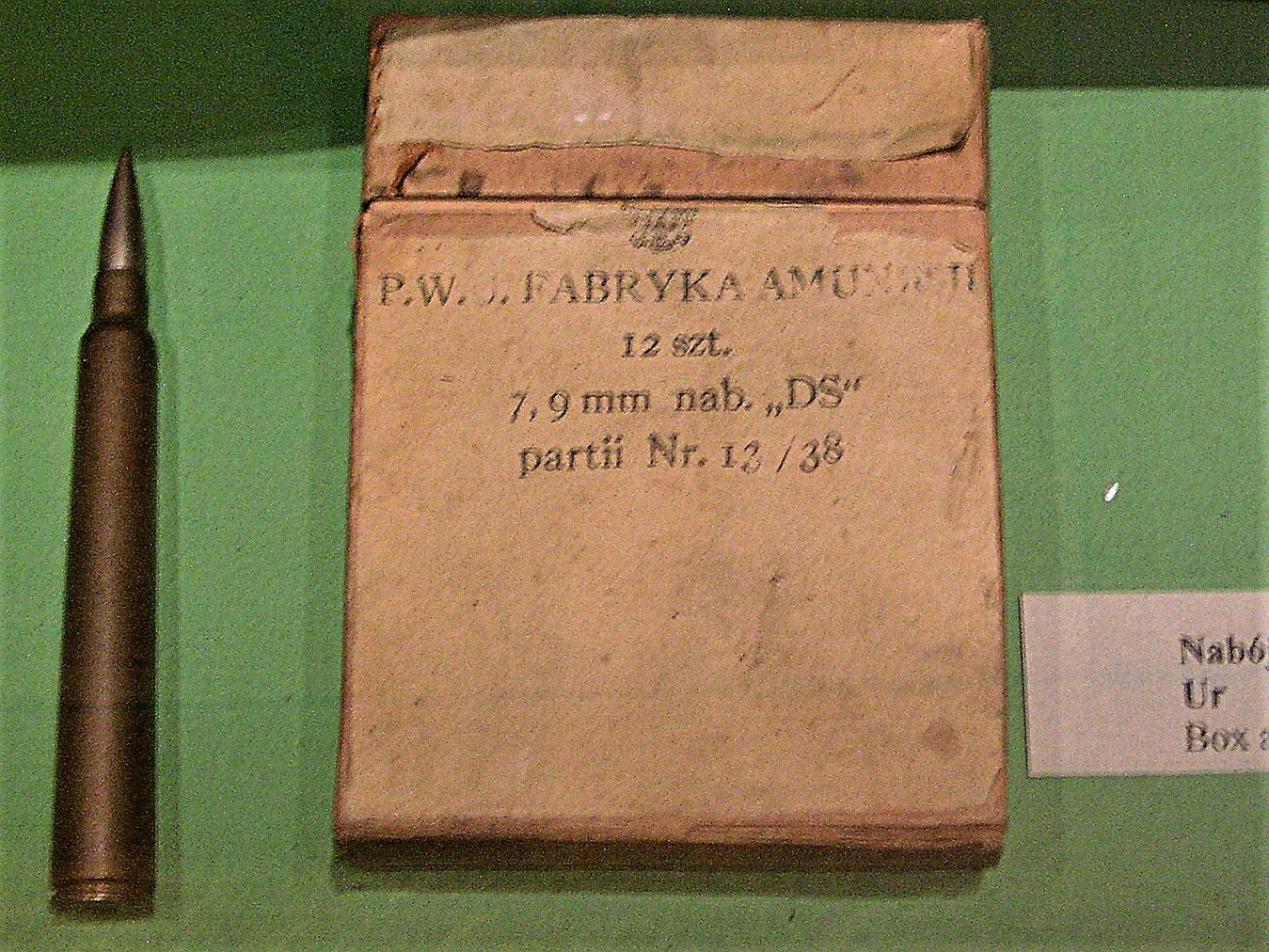
Cartucho 7,92 x 107 DS, al lado una caja con 12 cartuchos

Singularmente, en comparación con otros diseños de balas antiblindaje, la bala DS no tenía un núcleo de tungsteno u otro metal duro, sino de plomo envuelto en acero como las balas comunes de fusil con un peso de 12,8 g. La penetración del blindaje no era efectuada por el núcleo de la bala, sino por el impacto de esta que la aplastaba contra la plancha, transfiriendo energía cinética al metal. La clave del éxito de esta técnica era una bala de alta velocidad. El resultado era que la bala hacía una perforación con un diámetro de 20 mm en el blindaje, un tamaño mucho más grande que el calibre del fusil. Entonces el núcleo de la bala rebotaría dentro del tanque dañando el motor o matando a la tripulación.

### Fusil

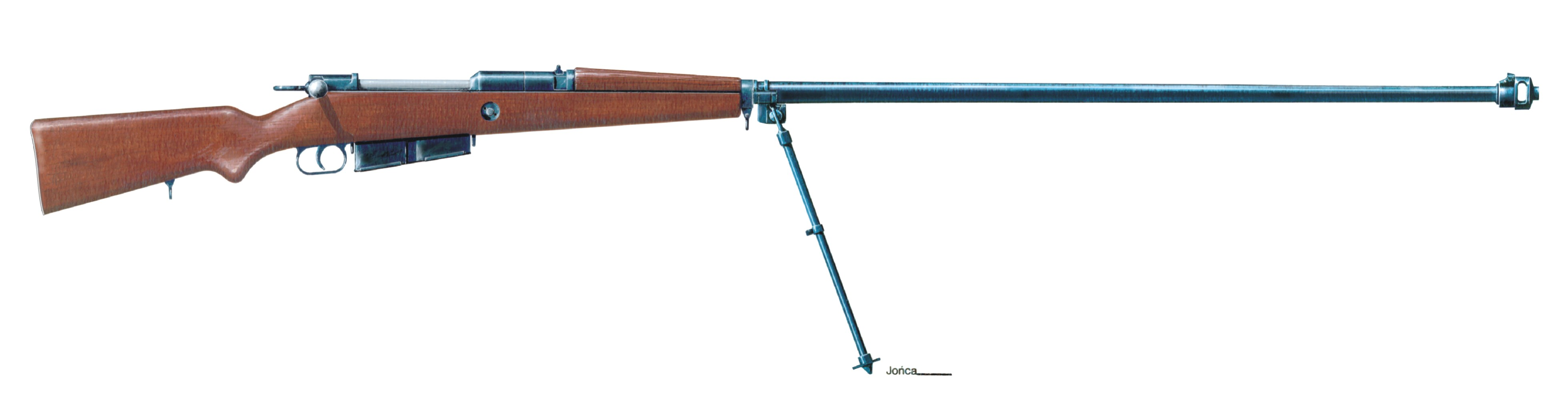
Un Maroszek Kb wz.35.

Al mismo tiempo que se desarrollaba la munición, se le ordenó a Józef Maroszek, un joven graduado de la Universidad Técnica de Varsovia, el desarrollo de un fusil antitanque. El 1 de agosto de 1935, el Comité de Pertrechos y Armamentos ordenó oficialmente el fusil y en octubre del mismo año empezaron las primeras evaluaciones . 
El fusil estaba basado en el diseño del Mauser, con el mecanismo modificado para soportar la alta presión producida por el nuevo cartucho y un cañón significativamente más largo. Las primeras pruebas se llevaron a cabo en Brześć y Pionki, demostrando que el nuevo fusil era capaz de penetrar una plancha de acero con un espesor de 15 mm a 300 m, incluso si esta estaba inclinada. Debido a la muy alta velocidad de boca, la vida del cañón del fusil era relativamente corta, en un principio el cañón solamente podía efectuar 30 disparos y debía ser cambiado. Sin embargo, este defecto fue rápidamente corregido y el prototipo final podía efectuar aproximadamente 300 disparos. El Comité aceptó el nuevo diseño el 25 de noviembre de 1935, mientras que el Ministerio de Defensa ordenó en diciembre del mismo año 5 fusiles, 5000 cartuchos y un juego de cañones de repuesto para efectuar otras pruebas.    
Después que las pruebas llevadas a cabo por el Centro de Entrenamiento de Infantería de Rembertów demostraron la efectividad y fiabilidad del Kb wz.35, el Ministerio de Defensa ordenó a la Panstwowa Fabryka Karabinow de Varsovia un lote de 7610 fusiles para el Ejército polaco hasta finales de 1939. No se sabe a ciencia cierta cuantos fusiles fueron producidos, pero frecuentemente se ha estimado que más de 6500 fueron suministrados hasta septiembre de 1939.

## Historial de combate

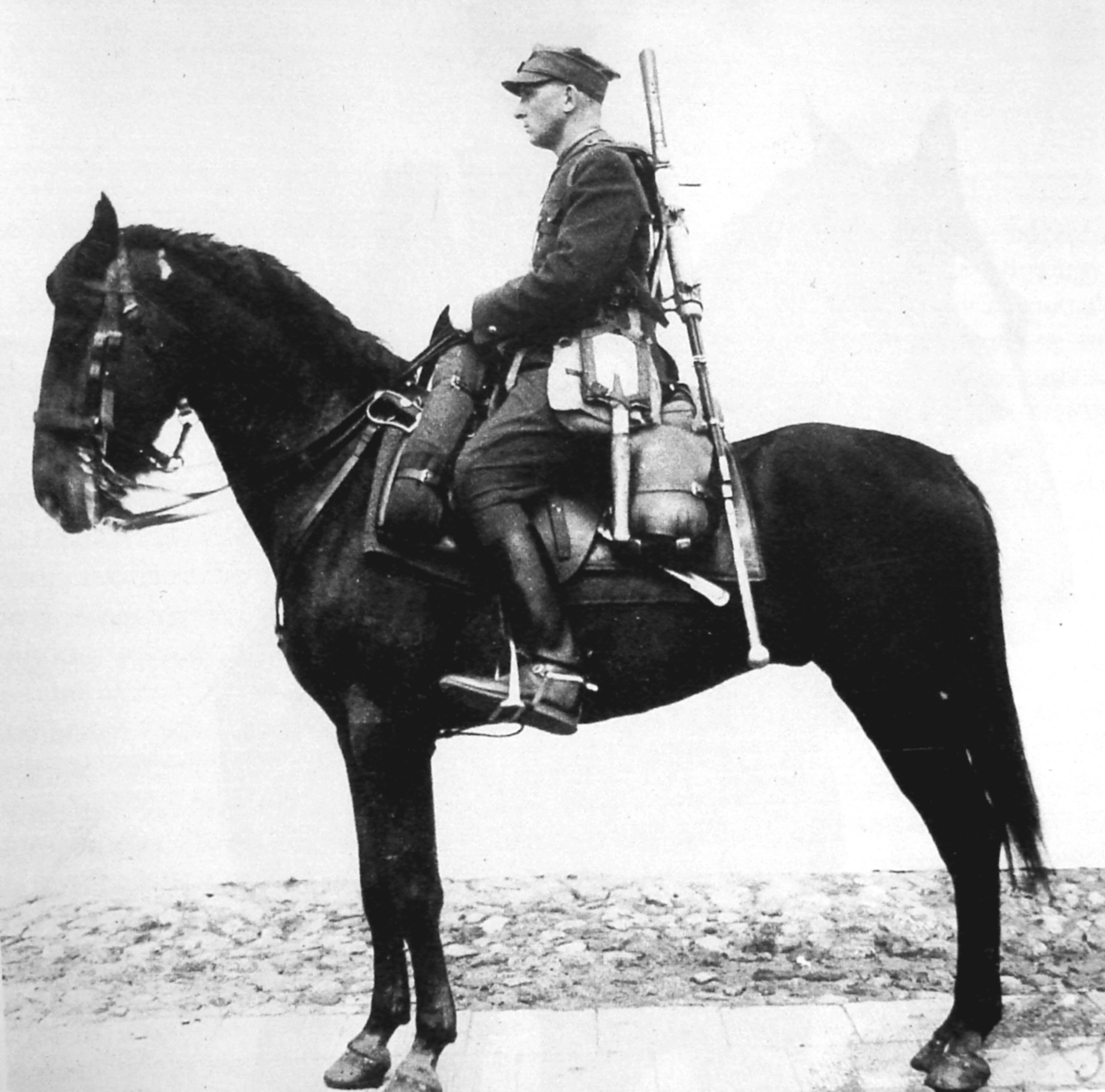
Uhlan polaco con un rifle anitanque wz. 35

El fusil era el arma antitanque primaria de un pelotón de infantería. Cada compañía de infantería y escuadrón de caballería iba a ser equipado con tres fusiles, cada uno de ellos operado por un equipo de dos soldados. Posteriormente se crearon equipos antitanque adicionales. Aunque el arma era sucesivamente introducida en las unidades, seguía siendo un alto secreto. Los fusiles eran mantenidos en cajones cerrados, cada uno marcado con un número y el aviso no abrir; equipo de observación. Los equipos antitanque eran entrenados en bases militares secretas poco antes del inicio de la guerra, a partir de julio de 1939, y debían jurar que guardarían el secreto.
El fusil era transportado por el líder del equipo con una correa portafusil. El otro miembro del equipo se encargaba de protegerlo mientras recargaba. El arma era habitualmente disparada en posición cuerpo a tierra, apoyada sobre su bípode. Sin embargo, también podía dispararse en posición cuerpo a tierra con el bípode plegado y en cuclillas. Su alcance máximo efectivo era de 300 m y era efectivo contra todos los tanques alemanes de la época (los Panzer I, II y III, así como los tanques checos capturados LT vz.35 y LT-38) a 100 m. Hasta 400 m, podía destruir todos los vehículos ligeramente blindados. Era capaz de penetrar blindajes con un espesor de 15 mm, inclinados a 30° a una distancia de 300 m, o 33 mm de blindaje a 100 m. Curiosamente, un manual italiano menciona una penetración máxima de 40 mm.    

### Panzerbüsche 35(p)
A pesar de la enraizada opinión, el Karabin przeciwpancerny wz.35 fue ampliamente empleado durante la Invasión de Polonia de 1939 por la mayoría de unidades polacas. Cuando Polonia cayó en manos de la Alemania nazi y la Unión Soviética, fueron capturadas grandes cantidades de este fusil. Los alemanes lo introdujeron en servicio como el Panzerbüchse 35 (polnisch) (PzB 35(p)) y apresuraron el desarrollo de su propio fusil antitanque monotiro simplificado, el Panzerbüchse 39 (PzB 39). Sin embargo, según algunas fuentes, los alemanes reemplazaron las balas DS de la munición capturada con las balas 7,92 mm con núcleo de acero templado del PzB 39.
Además, varias características del fusil polaco, especialmente el cerrojo, fueron empleadas en el desarrollo del fusil antitanque soviético PTRD.
En 1940, Alemania vendió unos 800 fusiles antitanque polacos a las Fuerzas Armadas de Italia, que los emplearon en combate hasta el final de la Segunda Guerra Mundial.

## Usuarios
- Polonia
- Alemania nazi
- Italia